# Hammersmith & City Line

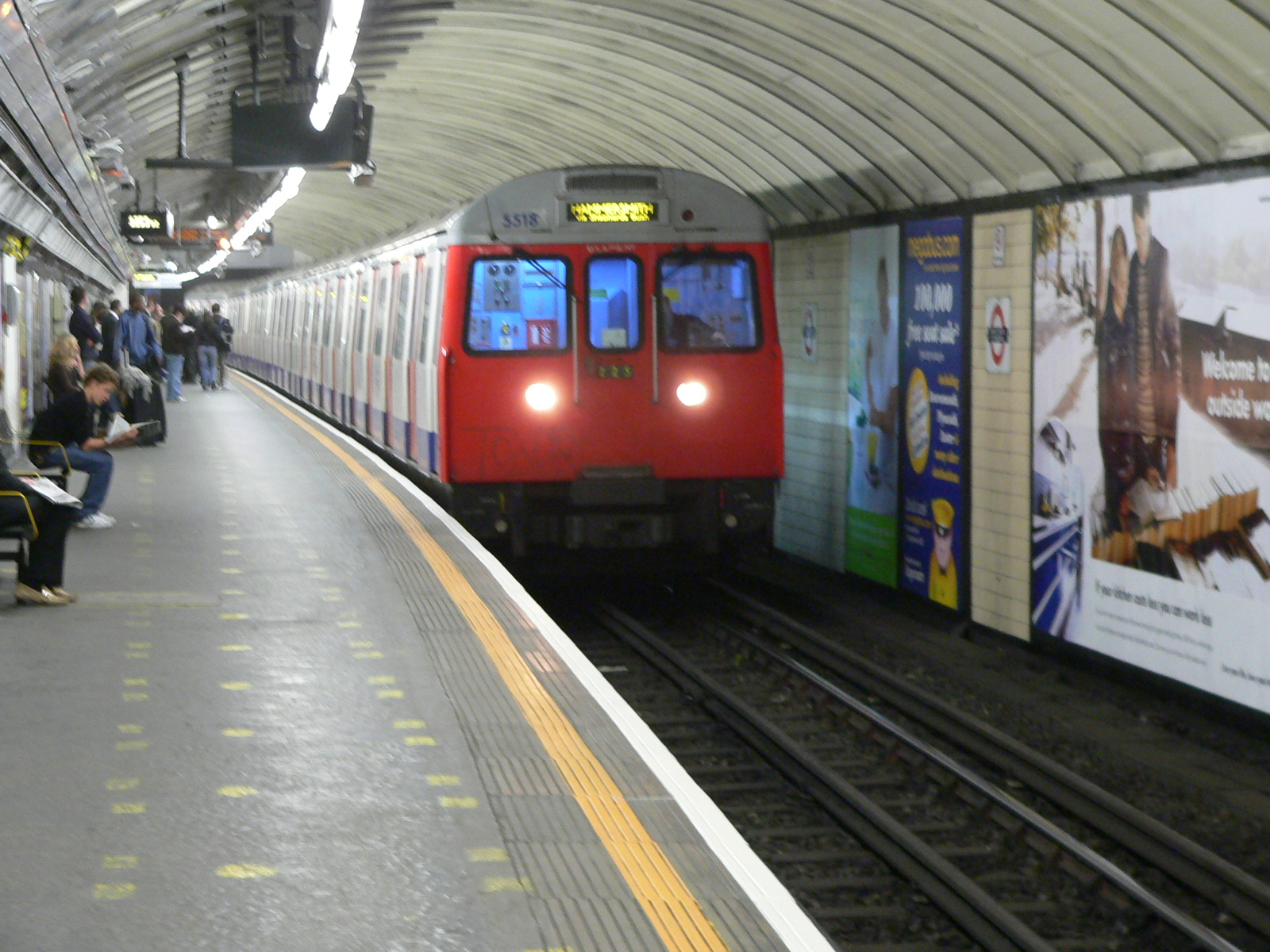
Souprava typu C právě přijíždí do stanice King's Cross St. Pancras

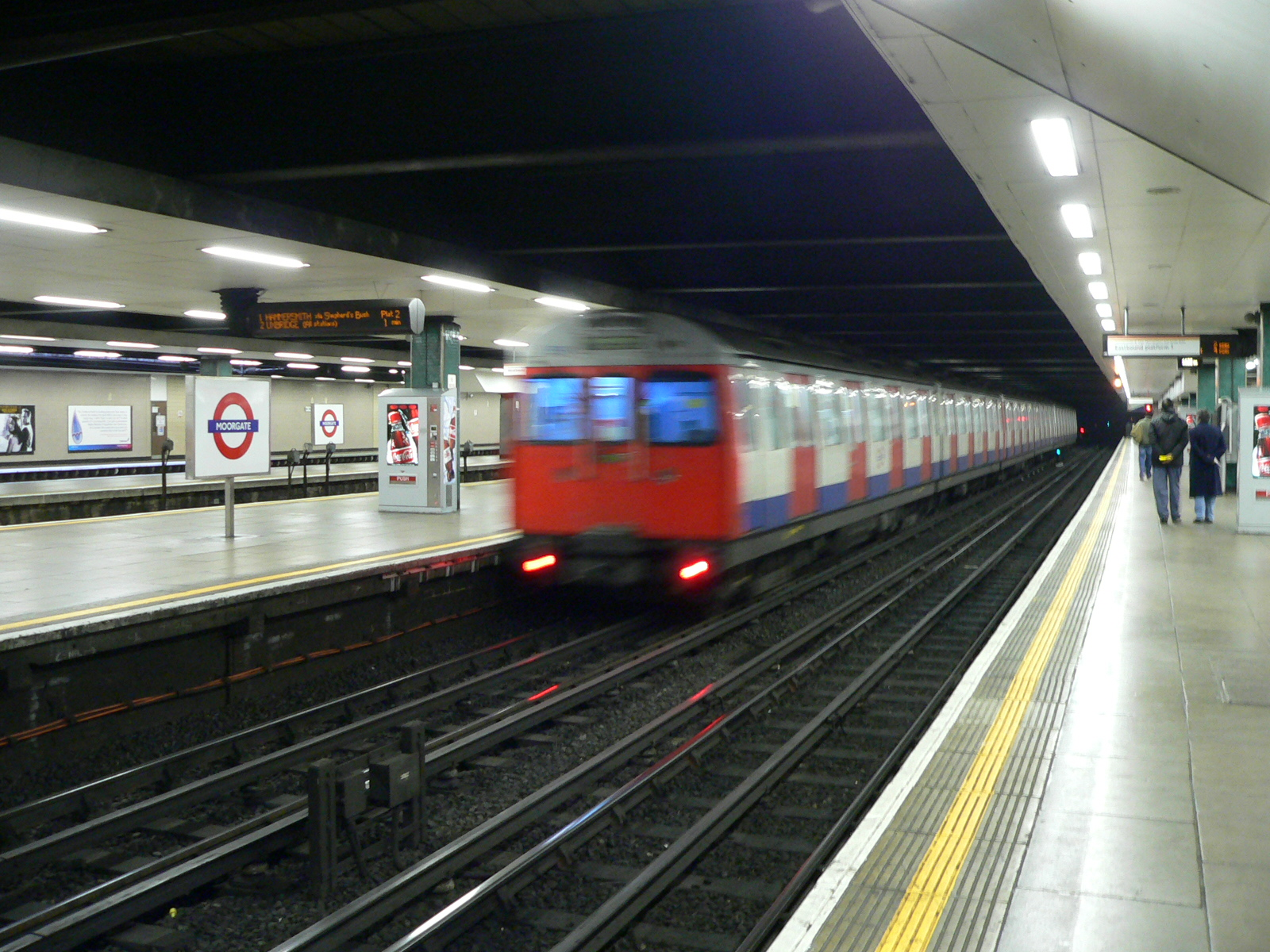
Stanice Moorgate

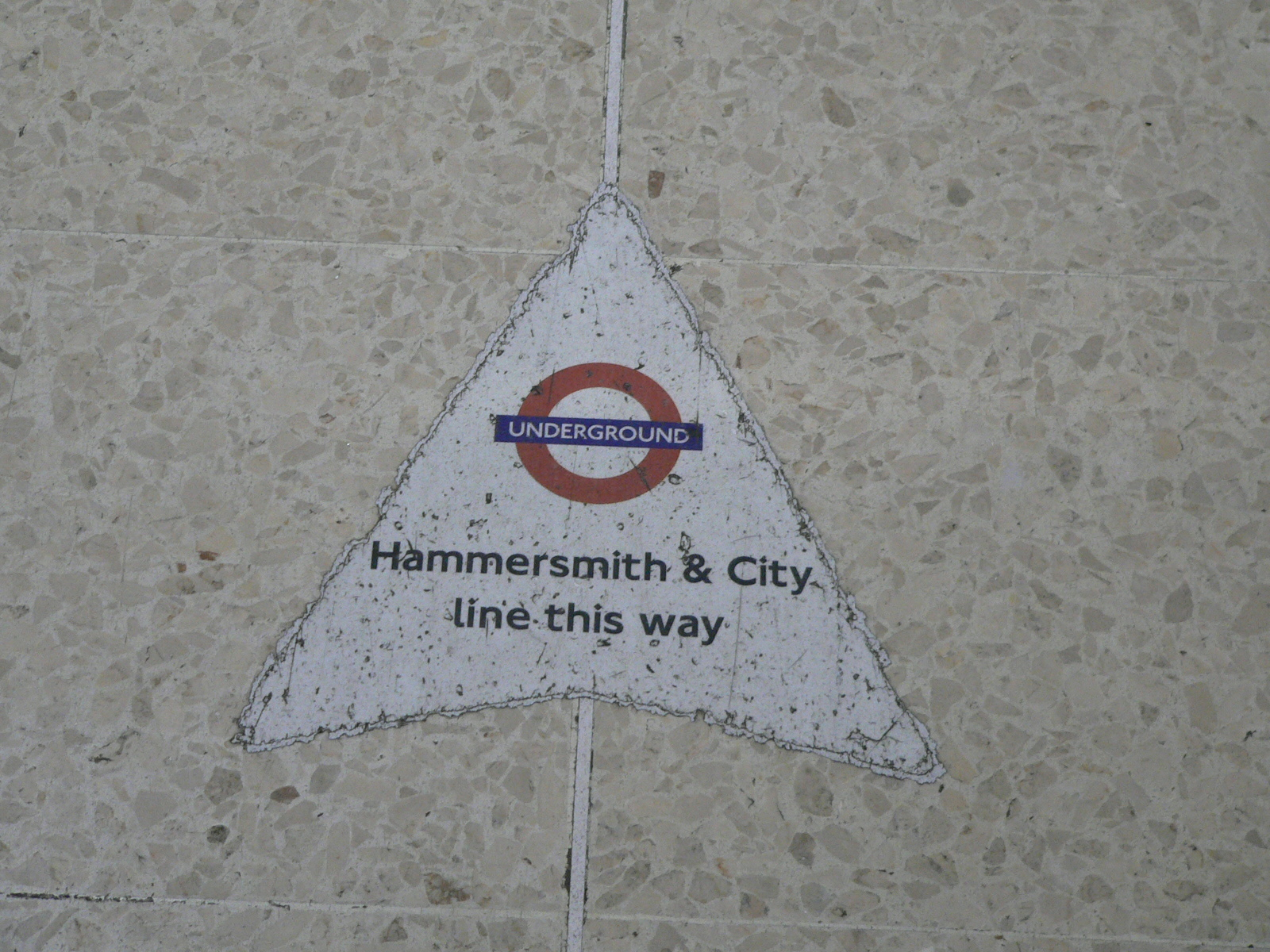
Tato šipka se nachází v železniční stanici Paddington

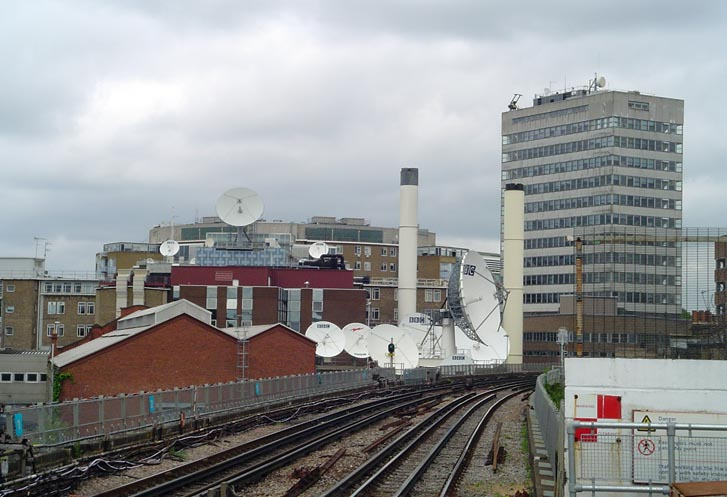
Pohled od stanice Shepherd's Bush směrem k televiznímu centru BBC, kde vznikla nová stanice Wood Lane

Hammersmith & City Line je jedna z linek londýnského metra. Na mapách je vyznačena růžovou barvou. Původně jako část Metropolitan Line je to nejstarší podpovrchová železnice na světě – konkrétně úsek mezi stanicemi Paddington a Farringdon Street (dnes Farringdon ), na kterém poprvé začaly soupravy jezdit 10. ledna 1863.
S výjimkou krátké Waterloo & City Line a již neexistující East London Line je to nejméně využívaná linka metra v Londýně (tedy je desátá nejvíce využívaná linka).

## Dějiny
Linka byla až do roku 1988 větví Metropolitan Line a od té doby začala fungovat jako samostatná linka metra na úsecích, které Metropolitan Line přestala obsluhovat ( Hammersmith – Baker Street a Liverpool Street – Barking).
Název linky pochází z jejího původního názvu Hammersmith & City Railway. Tato původní pětikilometrová železnice vycházela ze stanice Hammersmith a končila ve stanici Westbourne Park. Otevřeli ji v roce 1864 a od jejího otevření do roku 1868 zde společně jezdily soupravy Metropolitan a Great Western Railways.
12. října 2008 byla uvedena do provozu nová stanice Wood Lane, která se nachází mezi současnými Shepherd's Bush a Latimer Road v blíkzosti televizního centra BBC. Umožnila snadnější přestup na Central Line. V souvislosti s tím byla stanice Shepherd's Bush na Hammersmith & City Line přejmenována na Shepherd's Bush Market, aby nedocházelo k záměně se stejnojmennou stanicí na Central Line. Vzhledem ke značnému rozšíření Oyster Card a blízkosti prodejny lístků ve White City již v nové stanici není žádná prodejna lístků.
Přestože změna názvu linky proběhla před téměř 25 lety (1988), v některých stanicích jsou dosud zbytky původního označení (kachličky, kovové mapy) Metropolitan Line.

## Vozový park
Na Hammersmith & City Line jezdily soupravy typu C s charakteristickými barvami londýnského metra – červenou, bílou a modrou. Soupravy linka sdílela s Circle a District Line (větev Edgware Road – Wimbledon) a každá souprava měla 6 vozů. V současné době dochází k výměně vozového parku a soupravy typu C jsou nahrazovány soupravami typu S se sedmi vagony. Tyto vlaky mají rekuperační brzdy, které vracejí zpět do sítě kolem 20 procent energie. Jejich maximální rychlost dosahuje 100 km/h. a pojmou 865 cestujících oproti 739, jež pojala šestivagonová souprava typu C.

## Trasa
Poznámka: Za názvem stanice se nachází její případný původní název nebo názvy, datum otevření, případně i datum jejího uzavření.
- Terminus: Hammersmith (Bezbariérový přístup) (13. červen 1864, přesunuta 1. prosince 1868) (přestup na District a Piccadilly Line)
- Goldhawk Road (1. duben 1914)
- Shepherd's Bush (13. červen 1864, přesunuta 1. duben a 1914)
- Latimer Road (16. prosinec 1868)
- Ladbroke Grove (Notting Hill, Notting Hill & Ladbroke Grove, Ladbroke Grove (North Kensington) (13. červen 1864)
- Westbourne Park (1. únor 1866, přesunuta 1. listopadu 1871)
- Royal Oak (30. říjen 1871)
- Paddington (10. leden 1863) (přestup na Bakerloo, Circle a District Line a na Great Western Main Line)
- Edgware Road (10. leden 1863) (přestup na Bakerloo, Circle a District Line)
- Baker Street (10. leden 1863) (přestup na Bakerloo, Circle, Jubilee a Metropolitan Line)
- Great Portland Street (10. leden 1863) (přestup na Circle a Metropolitan Line)
- Euston Square (10. leden 1863) (přestup na Circle a Metropolitan Line a na West Coast Main Line – stanice Euston)
- King's Cross St. Pancras (10. leden 1863) (přestup na Circle, Metropolitan, Northern (větev Bank), Piccadilly a Victoria Line a na Midland Main Line a East Coast Main Line)
- Farringdon (10. leden 1863) (přestup na Circle a Metropolitan Line a na Thameslink)
- Barbican (23. prosinec 1865) (přestup na Circle a Metropolitan Line a na Thameslink)
- Moorgate (23. prosinec 1865) (přestup na Circle, Metropolitan a Northern Line (větev Bank) a na Thameslink)
- Liverpool Street (12. červenec 1875) (přestup na Circle, Metropolitan a Central Line a na Great Eastern Main Line)
- Aldgate East (6. říjen 1884) (přestup na District Line)
- Terminus (v neděli): Whitechapel (6. říjen 1884) (přestup na District a East London Line)
- Stepney Green (23. červen 1902) (přestup na District Line)
- Mile End (2. červen 1902) (přestup na Central a District Line)
- Bow Road (11. červen 1902) (přestup na District Line)
- Bromley-by-Bow (2. červen 1902) (přestup na District Line)
- West Ham (Bezbariérový přístup) (1. červen 1901) (přestup na District a Jubilee Line a na C2C a Silverlink)
- Plaistow (4. květen 1936) (přestup na District Line)
- Upton Park (4. květen 1936) (přestup na District Line)
- East Ham ((bezbariérový přístup)) (4. květen 1936) (přestup na District Line)
- Terminus: Barking (bezbariérový přístup) (4. květen 1936) (přestup na District Line a na C2C a Silverlink)